# Hirschberg am Haarsee
Hirschberg am Haarsee (amtlich Hirschberg a.Haarsee) ist ein Gemeindeteil der Stadt Weilheim in Oberbayern im oberbayerischen Landkreis Weilheim-Schongau. Die Einöde liegt etwa sechs Kilometer östlich der Kreisstadt.
Die Ansiedlung gliedert sich in drei Bereiche:
- den Haarsee, Naherholungs- und Naturschutzgebiet,
- das Anwesen Schloss Hirschberg am Haarsee sowie
- die übrigen, einzelnen Bauten. Sie gingen aus einem Schwaighof hervor, der 1349 fassbar wird, als ihn Herzog Ludwig V. dem Kloster Polling unterstellte. Neben der Landwirtschaft war vor allem die Fischzucht am Haarsee und mehreren im Umfeld angelegten Teichen zur Versorgung des Klosters von Bedeutung. Der Hof diente auch als Zehntscheune, wo abhängige Höfe der Nachbarschaft ihre Naturalsteuern, den Zehnt abliefern mussten.[1] von denen eines als Stall- und Remisengebäude ehemals zum Ensemble des Schlosses zählte (dieses wird heute, ebenso wie das Schloss selbst, als Baudenkmal geführt) und ein weiteres längere Zeit als „Hotel Forsthaus am Haarsee“[2] diente.

Durch seine abgeschiedene Lage inmitten von Wäldern und die größtenteils unberührte Flora und Fauna erfreut sich der Ort großer Beliebtheit bei Erholungssuchenden. Bereits Anfang des 20. Jahrhunderts trug diese Abgeschiedenheit in Verbindung mit dem exzellenten Alpenpanorama, das sich von der Laterne des Schlossturmes nach Süden hin ausmachen lässt, entscheidend zur Grundsteinlegung für Schloss Hirschberg durch Carl Hocheder und die dortige zeitweise Unterbringung höchster Geheimhaltung unterliegender Personen wie Benito Mussolini und Familie oder auch des Bundesnachrichtendienstes bei.